# Alcídice
En la mitología griega Alcídice (en griego Ἀλκιδίκη, que sugiere «justicia poderosa») es un personaje secundario mencionado en dos fuentes. Apolodoro nos dice que de Salmoneo —uno de los siete hijos de Eolo— y de Alcídice nació Tiro.
Diodoro Sículo, el autor de la otra fuente, nos da el relato completo. Nos dice que «Salmoneo, después de partir de Eólide con un gran número de eolios, fundó una ciudad en Élide, a orillas del río Alfeo, y, derivándolo del suyo, le dio el nombre de Salmonia. Se casó con Alcídice, la hija de Áleo, y engendró una hija llamada Tiro, que se distinguía por su belleza. Tras la muerte de Alcídice, tomó una segunda esposa llamada Sidero, que trataba a Tiro con dureza, como una madrastra».
El mismo autor no nos revela quién era la madre de Alcídice pero al menos sabemos que la muchacha pertenecía a la genealogía arcadia por su padre Áleo —hijo de Afidante y nieto de Árcade, el héroe epónimo de Arcadia—.
Todavía una fuente más, el Catálogo de mujeres, nos habla de la esposa de Salmoneo pero no se ha conservado su nombre. Al menos se nos habla de su trágico destino debido a la soberbia de su esposo, a saber: «y, lleno de cólera, (Zeus) empezó a descender del Olimpo, y al punto llegó a las gentes del orgulloso Salmoneo que pronto iban a entregarse a oscuras acciones por instigación del insolente rey. Mató igualmente a sus hijos, mujer y esclavos, y dejó la ciudad y los palacios anegados en ruinas». Ningún otros autor cita la identidad de estos hijos anónimos de Salmoneo con su anónima esposa. 
Robert Graves aporta el dato de que Alcídice murió durante el parto de Tiro aunque en ninguna de las fuentes en las que se basa su texto se menciona tal particularidad.